# Patinaje en los Juegos Asiáticos
El Patinaje en los Juegos Asiáticos tuvo su primer y hasta el momento única aparición en la edición de 2010 en Guangzhou, China tanto en la rama masculina como en la femenina en las modalidades de velocidad y artística.
China Taipéi es el país que lidera el medallero histórico de la disciplina.

## Eventos

### Artístico
| Evento          | 10 | Años |
| --------------- | -- | ---- |
|                 |    |      |
| Masculino Libre | X  | 1    |
| Femenino Libre  | X  | 1    |
| Parejas         | X  | 1    |
|                 |    |      |
| Total           | 3  |      |

### Velocidad
| Evento                                 | 10 | Años |
| -------------------------------------- | -- | ---- |
|                                        |    |      |
| 300 m contrarreloj masculino           | X  | 1    |
| 500 m sprint masculino                 | X  | 1    |
| 10000 m puntos y eliminación masculino | X  | 1    |
| 300 m contrarreloj femenino            | X  | 1    |
| 500 m sprint femenino                  | X  | 1    |
| 10000 m puntos y eliminación femenino  | X  | 1    |
|                                        |    |      |
| Total                                  | 6  |      |

## Medallero
| #     | País               | Oro | Plata | Bronce | Total |
| ----- | ------------------ | --- | ----- | ------ | ----- |
| 1     | República de China | 4   | 4     | 1      | 9     |
| 2     | Corea del Sur      | 3   | 2     | 2      | 7     |
| 3     | China              | 1   | 3     | 4      | 8     |
| 4     | Japón              | 1   | 0     | 0      | 1     |
| 5     | India              | 0   | 0     | 2      | 2     |
| Total | Total              | 9   | 9     | 9      | 27    |

## Participantes
| País               | 10 | Años |
| ------------------ | -- | ---- |
|                    |    |      |
| China              | 16 | 1    |
| República de China | 16 | 1    |
| India              | 12 | 1    |
| Irán               | 2  | 1    |
| Japón              | 2  | 1    |
| Corea del Sur      | 11 | 1    |
| Tailandia          | 3  | 1    |
|                    |    |      |
| Países             | 7  |      |
| Atletas            | 62 |      |